# Sayala-Keule
Die Sayala-Keule (auch Seyala-Keule) ist eine aus goldüberzogenem Holz und Stein gefertigte Prunkkeule aus der prädynastischen Periode (Naqada IIIa, um 3200 v. Chr.) der ägyptischen Geschichte. Sie wurde 1910/11 von Cecil Mallaby Firth im unternubischen Sayala gefunden und gelangte anschließend ins Ägyptische Museum nach Kairo, wo sie aber 1920 gestohlen wurde. Ihr weiteres Schicksal ist unbekannt. Bekannt ist die Keule vor allem durch ihre detaillierten Tierdarstellungen.

## Fundgeschichte
Die Keule wurde von Cecil Mallaby Firth während der Grabungskampagne 1910/11 in Grab 1 des Friedhofs 137 in Sayala (Unternubien) gefunden. Das Grab, in dem vermutlich ein lokaler Fürst bestattet worden war, wurde geplündert vorgefunden, enthielt aber noch zahlreiche Beigaben, die in einer Ecke des Grabes zusammengeschoben waren. Hierzu gehörten Stein- und Keramikgefäße, ein Löwenkopf aus Rosenquarz, Schminkpaletten, Kupfermeißel und -beile und die Reste zweier Prunkkeulen. Von den Prunkkeulen waren noch die Köpfe aus Brekzie bzw. Rosenquarz erhalten sowie die Goldüberzüge von vergangenen Holzgriffen. Beide Überzüge wiesen in ihrem unteren Teil eine horizontale Rippung auf. Ein Überzug wies ansonsten keine weitere Verzierung auf, derjenige der Sayala-Keule besaß hingegen detailliert ausgeführte Tierdarstellungen (siehe unten).
Das Grab und sein Inhalt wurden bereits 1911 von Firth in einem ersten Vorbericht bekannt gemacht. In diesem veröffentlichte er auch eine erste Zeichnung der Keule. Eine ausführliche Beschreibung, die auch Fotografien enthielt, erschien aber erst 1927. In der Zwischenzeit war die Sayala-Keule 1920 aus dem Ägyptischen Museum in Kairo gestohlen worden.

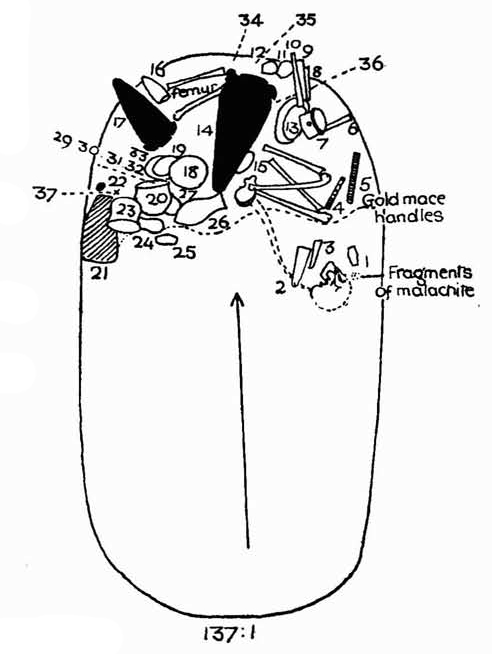
Umzeichnung des Grabes 137:1 in Sayala
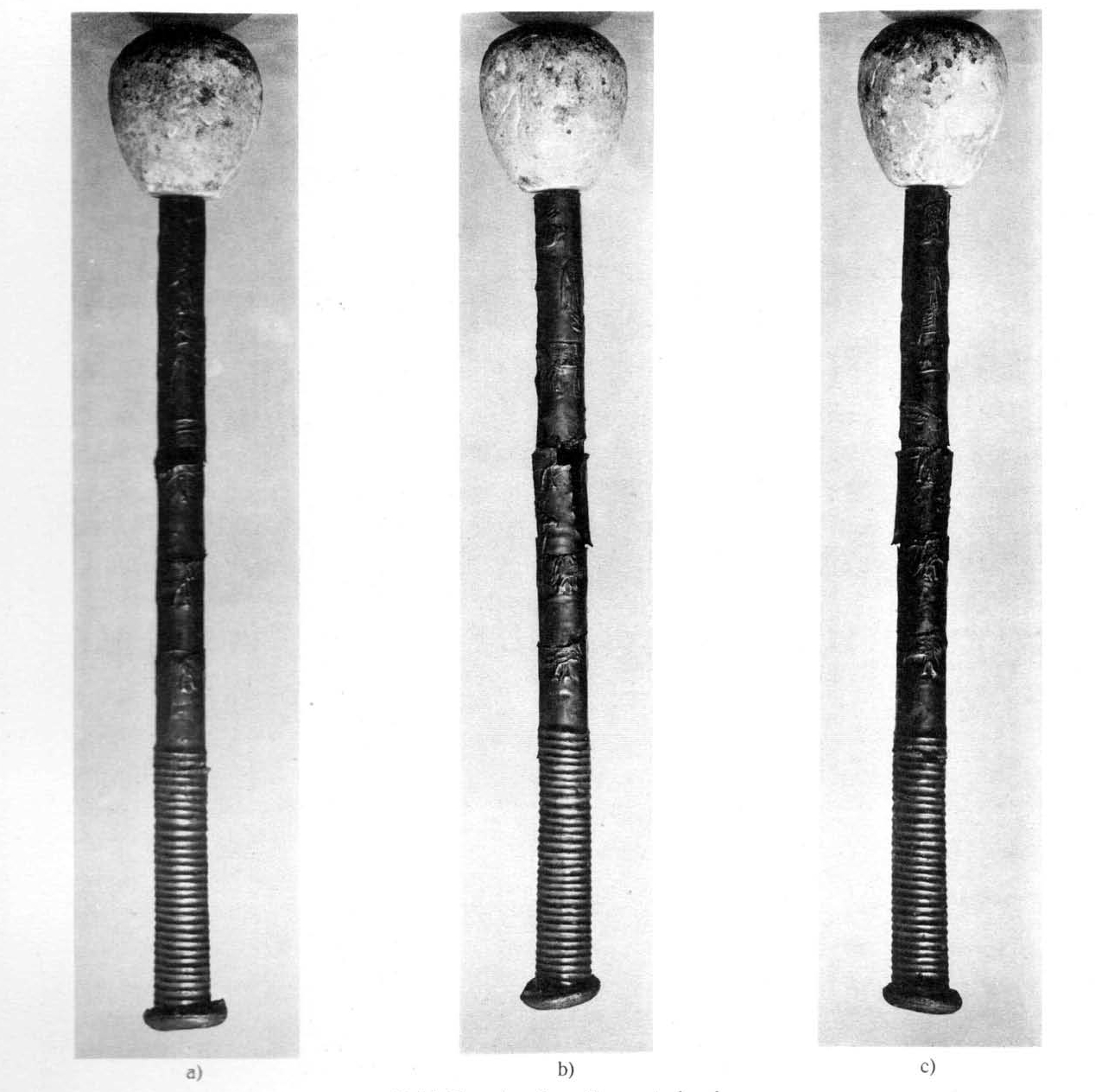
Fotografien der Sayala-Keule

## Dekor
Der obere Bereich des Griffes war umlaufend mit Tierdarstellungen verziert. Zuoberst war ein Elefant abgebildet, der zwei Schlangen niedertritt; diese Deutung ist jedoch nicht unumstritten. Darunter folgen eine Giraffe, ein Sattelstorch, mehrere Hornträger und Raubtiere, darunter ein Löwe und ein Leopard. Die Keule gehört damit zu einer größeren Gruppe negadezeitlicher Kunstgegenstände, auf denen Tierreihen dargestellt sind. Gegenwärtig ist allerdings keine weitere Keule mit vergleichbarem Dekor bekannt. Zu den Gegenständen mit Tierreihen gehören der Griff eines Kamms (Davis-Kamm) sowie mehrere Messer- und Dolchgriffe (z. B. Brooklyn-Messergriff, Carnavon-Messergriff, Pitt-Rivers-Messergriff, Petrie-Messergriff, Gebel-el-Tarif-Messer, Messer vom Gebel el-Arak, Messergriff Berlin Ägyptisches Museum 15237, Messergriff Hierakonpolis 4808, Messergriff Hierakonpolis 4975, Messergriff K 1103, Dolchgriff K 1104, Messergriff K 1262a, Messergriff K 1262b, Messergriff K 2185, Messergriff K 2186, Messer K 3325 + K 3324 und eventuell Dolchgriff K 3475).